# 아프가니스탄 국민저항전선

아프가니스탄 국민저항전선이 사용하는 또다른 깃발

아프가니스탄 국민저항전선(다리어: جبهه مقاومت ملی افغانستان)은 2021년 카불 함락 이후 과거 아프가니스탄 구국 이슬람 통일전선(북부동맹) 세력 및 반탈레반 세력을 주축으로 한 군사 협력체로 아흐마드 마스우드와 암룰라 살레가 이끌며 판지시르 분쟁을 이어가고 있다. 줄여서 국민저항전선(다리어: جبهه مقاومت ملی) 혹은 저항전선(다리어: جبهه مقاومت)으로 부르며 과거 북부동맹의 반탈레반 항전을 계승하는 의미에서 초기에는 제2항전(다리어: مقاومت دوم)으로도 불렸다.
이들은 자신들이 아프가니스탄 이슬람 공화국의 적법한 후신이라고 주장하고 있다. 또한 아프가니스탄 이슬람 공화국 옛 국기도 같이 사용하고 있다. 2021년 8월 17일, 아프가니스탄 이슬람 공화국의 제1부통령이었던 암룰라 살레가 2004년 아프가니스탄 헌법을 근거로, 아슈라프 가니 대통령이 도망가서 궐위가 된 대통령직을 자신이 대행한다고 선언했다. 살레의 주장은 아흐마드 마스우드, 비스밀라 한 무함마디의 지지를 받았다. 또한 마스우드는 기존의 아프가니스탄군에게 판지시르 계곡으로 집결할 것을 설득하고 있다.

## 같이 보기
- 북부동맹 (아프가니스탄)
- 판지시르 분쟁